# Omerkhan Daira
Omerkhan Daira è una suddivisione dell'India, classificata come census town, di 7.258 abitanti, situata nel distretto di Rangareddy, nello stato federato del Telangana. In base al numero di abitanti la città rientra nella classe V (da 5.000 a 9.999 persone).

## Società

### Evoluzione demografica
Al censimento del 2001 la popolazione di Omerkhan Daira assommava a 7.258 persone, delle quali 4.333 maschi e 2.925 femmine. I bambini di età inferiore o uguale ai sei anni assommavano a 1.152, dei quali 599 maschi e 553 femmine. Infine, coloro che erano in grado di saper almeno leggere e scrivere erano 5.273, dei quali 3.522 maschi e 1.751 femmine.